# XZ Andromedae
Désignations
XZ Andromedae (en abrégé XZ And) est une étoile binaire de la constellation d'Andromède. Sa magnitude apparente maximale est de 9,91, mais tombe à 12,45 tous les 1,357 jour. Sa variabilité est de type Algol.

## Système
L'étoile primaire du système a une masse de 3,2 M☉ et un type spectral A4IV-V, ce qui signifie qu'elle présente des caractéristiques intermédiaires entre une étoile de la séquence principale et une étoile sous-géante. Le composant secondaire et une étoile sous-géante, qui est moins massive (1,3 M☉) mais plus grande que le composant primaire, c'est donc une étoile sous-géante évoluée et a un type spectral G5IV. Le composant secondaire évoluera probablement vers une naine blanche avant que le composant primaire ne quitte la séquence principale. Depuis 2019, on soupçonne que le système binaire est orbité par deux autres étoiles supplémentaires dans une résonance de moyen mouvement 1:3 avec des périodes de 33,43 et 100,4 ans.

## Variabilité
Les périodes photométriques des étoiles variables de type Algol correspondent à la période orbitale du système. Cependant, il a été observé que XZ Andromedae présente de légères variations de période, qui peuvent être reproduites avec trois cycles différents de 137,5, 36,8 et 11,2 ans respectivement. Chacun d'entre eux pourrait être du à un autre corps faible en orbite autour du système binaire, mais l'un des deux cycles plus courts pourrait également être expliqué par un effet d'interaction magnétique entre les étoiles, le mécanisme Applegate (en).
D'autres recherches indiquent que le cycle à long terme à croissance de période s'explique plutôt par le transfert de masse du composant secondaire (qui remplit son lobe de Roche) vers le composant primaire.